# Forte (Gemitaiz)
Forte è un singolo del rapper italiano Gemitaiz, pubblicato il 22 gennaio 2016 come secondo estratto dal secondo album in studio Nonostante tutto.

## Video musicale
Il videoclip, diretto da Fabrizio Conte, è stato pubblicato il 20 gennaio 2016 attraverso il canale YouTube del rapper.

## Classifiche
| Classifica (2016) | Posizione massima |
| ----------------- | ----------------- |
| Italia            | 82                |